# Carl Mannich
Carl Ulrich Franz Mannich (* 8. März 1877 in Breslau; † 5. März 1947 in Karlsruhe) war ein deutscher Chemiker und Pharmazeut. Seine Arbeitsgebiete waren Ketobasen, Alkoholbasen, Piperidin-Derivate, Papaverin, Lactone und Herzglykoside.

## Leben
Mannich besuchte in Weimar und später in Berlin das Gymnasium, das er vor Erreichen des Abschlusses der Schulausbildung verließ. Stattdessen nahm er ein Praktikum an einer Berliner Apotheke an. Ab 1898 studierte er Pharmazie in Marburg und Berlin und promovierte 1903 in Basel. Er holte die Reifeprüfung nach und legte 1905 die Staatsprüfung für Lebensmittelchemiker ab. 1907 habilitierte er an der Universität Berlin, worauf 1910 seine Ernennung zum ao. Professor folgte. Von 1911 bis 1917 war Mannich außerordentlicher Professor für pharmazeutische Chemie in Göttingen und ging 1920 nach Frankfurt am Main. 1927 bis 1943 war Mannich Ordinarius für pharmazeutische Chemie an der Friedrich-Wilhelms-Universität Berlin. Als Nachfolger des Pharmazeuten und Hochschullehrers Hermann Thoms wurde Mannich zugleich Direktor des Pharmazeutischen Instituts der Berliner Universität im Stadtteil Dahlem. Von 1932 bis 1934 war er Präsident der Deutschen Pharmazeutischen Gesellschaft. Im Wintersemester 1946/1947 übernahm er den Lehrstuhl für pharmazeutische Chemie an der TH Karlsruhe.
1912 fand er eine spezielle Form der Aminoalkylierung, die nach ihm benannte Mannich-Reaktion.
Seit 1961 verleiht die Deutsche Pharmazeutische Gesellschaft die Carl-Mannich-Medaille „an in- und ausländische Gelehrte“ für „hervorragende Leistungen auf dem Gebiet der wissenschaftlichen Pharmazie“.

## Leistungen
Mannich ist vor allem bekannt durch die von ihm entwickelte Mannich-Kondensation. Durch diese Synthesemethode konnten Stoffe hergestellt werden, die bis dahin sonst nur schwer zugänglich waren, wie zum Beispiel 1,3-Ketamine. 1912 gelang Mannich eine Darstellung des ersten synthetischen Morphinglucosids. Er widmete auch den Opiumalkaloiden eine Reihe von Arbeiten und gab 1917 ein Verfahren zur Darstellung reiner Opiumextrakte an. Mannich entwickelte eine Methode zur Bestimmung von Morphin im Opium, die eine exakte Feststellung wirksamer Dosen ermöglichte, ohne dabei auf aufwändige physiologische Einzeltests zurückgreifen zu müssen. Mittels seiner Synthese des Dihydrocodeinons sowie weiterer Reduktionsprodukte, wie des 7-Bis(oximethyl)-dihydromorphins, trug Mannich zur Aufklärung der Morphinstruktur bei. 1919 legte er Beobachtungen über die Absorbierbarkeit von Digitalis-Glykosiden an Tierkohle vor, die wenig später zur Entwicklung eines Verfahrens zur nahezu ballaststofffreien Gewinnung von Digitalisextrakten führte. Mit diesem Verfahren konnte auch das als Herzmittel verwendete Pandigal (Kombination der Lanatoside A, B und C) gewonnen werden. Durch weitere Versuche zur Auftrennung der Glykosidmischung in ihre Bestandteile fand Mannich eine schonende und vielfach anwendbare Methode der Spaltung von Glykoside mittels Aceton/Salzsäure. Hiermit gelang ihm die erstmalige Isolierung des g-Strophanthidins bzw. des g-Strophanthins.
Mannich führte den Palladium-Tierkohle-Katalysator ein, womit ihm die Darstellung vollständig hydrierter Fette gelang. Hierdurch konnte er deren Eigenschaften erstmals beschreiben.
Durch die Einführung mehrerer Prüf- bzw. Nachweisverfahren, wie zum Beispiel Methoden zur polarimetrischen Bestimmung der Stärke, die zum Nachweis von Borsäure in Lebensmitteln oder des Methanols in alkoholischen Getränken dient, hat die angewandte Pharmazie Mannich viel zu verdanken.
Insgesamt veröffentlichte Mannich 153 Originalarbeiten und hielt 20 Patente.

## Werke
- Über die Bildung von Benzolderivaten aus Dimethylamino-butanon und Malon-ester bzw.Acetessigester. In: Berichte der deutschen chemischen Gesellschaft. (A and B Series) Vol. 71(10), 1938, S. 2090–2092.
- Eine Synthese des Arecaidinaldehyds und des Arecolins. In: Berichte der deutschen chemischen Gesellschaft. (A and B Series) Vol. 75(12), 1942, S. 1480–1483.
- Über g-Strophanthin (Ouabain) und g-Strophanthidin. In: Berichte der deutschen chemischen Gesellschaft. (A and B Series) Vol. 75(12), 1942, S. 737–750.
- Synthese und Umsetzungen von 1.3-Ketobasen mit sekundärem Stickstoff. In: Berichte der deutschen chemischen Gesellschaft. (A and B Series) Vol. 75(1), 1942, S. 49–64.